# Strada statale 308 di Fondo Valle Taro
La strada statale 308 di Fondo Valle Taro (SS 308), dal 2001 al 2021 strada provinciale 308 R di Fondovalle Taro (SP 308 R), è una strada statale italiana il cui tracciato si snoda parallelamente al fiume Taro.

## Percorso
Ha origine dall'innesto sulla strada statale 62 della Cisa a poca distanza da Fornovo di Taro e segue a ritroso il percorso dello stesso fiume Taro sulla sponda destra. Il suo percorso si intreccia più di una volta con quello dell'A15 Parma-La Spezia.
La strada cambia sponda nei pressi di Solignano e prosegue sulla sponda sinistra fino al nuovo cambio che avviene nei pressi dello svincolo Borgotaro dell'A15 Pama-La Spezia. La strada si innesta quindi sulla strada statale 523 del Colle di Cento Croci non lontano da Roccamurata.
In seguito al decreto legislativo n. 112 del 1998, dal 2001 la gestione è passata dall'ANAS alla Regione Emilia-Romagna, che ha provveduto al trasferimento dell'infrastruttura al demanio della Provincia di Parma.
Seguendo i DPCM del 21 novembre 2019, il 7 aprile 2021 la gestione è tornata ad ANAS che la riclassificherà per l'intero percorso SS 308 di Fondo Valle Taro.